# Virat
Pour l’article homonyme, voir Bernard Virat.
Virat, né en 1995 est un taureau cocardier de race camarguaise. Élevé au sein de la manade Nicollin, il remporte le Biòu d'or en 2002 et 2004.

## Famille
Il est le fils de la vache Vivo et du taureau Bélori.

### Manade
Il appartient à la manade Nicollin (ex-manade Jean Lafont, du nom de Louis Nicollin qui l'a rachetée), qui a son siège à Marsillargues.

## Carrière
Sa première course est une course d'étalons neufs (taù) à la Tour d'Anglas.
À partir de 2001, il est de plus en plus présent dans les arènes de la région, et notamment celles de Saint-Laurent-d'Aigouze , Castries, Aigues-Vives, Aimargues, Marguerittes, Saint-Christol et enfin à Beauvoisin en fin d'année.
En 2003, il prend un coup de crochet lors de la finale du Trophée des As à Arles et devient borgne.
Sa carrière prend fin en 2008. Il fait sa despedida en août 2009.

### Palmarès
- 2002, 2004 : Biòu d'or